# Ryan Chappelle
Ryan Chappelle es uno de los personajes ficticios de la serie de televisión 24 (cadena norteamericana FOX), en la cual es interpretado por el actor Paul Sculze (Los Soprano, Panic Room). 
Es el director Regional de la UAT de Los Ángeles (ciudad donde suele suceder lo que se cuenta en la serie), así como director de División (una entidad interagencial existente en el universo de la serie), y como tal, responde directamente al Presidente de los Estados Unidos.

## Perfil
Chappelle es un personaje arisco y muy apegado al reglamento, lo que más de una vez le ha granjeado la enemistad de sus subordinados. Su presencia en las oficinas de la UAT ha significado cada vez una serie de problemas para los agentes a cargo, aun cuando la intención de Chappelle es siempre el bien común "como está definido por el Gobierno de los Estados Unidos".

## Ryan Chappelle en 24

### 1.ª temporada
Chappelle es mencionado por primera vez en el primer episodio de la serie, por el entonces Director Asistente de División, George Mason. Sin embargo, solamente se aparecería en persona en la UAT a mediados del día, cuando Jack Bauer es arrestado supuestamente por atentar contra la vida del candidato presidencial David Palmer. Chappelle tiene las intenciones de investigar a Jack, quien tiene que lidiar con el secuestro de sus familiares, y solo cuando Palmer interviene gestionando un permiso especial desde El Pentágono, Chappelle decide —a regañadientes— facilitarle las cosas a Jack.
Sin embargo, Chappelle seguiría gestionando las operaciones de la UAT hasta casi terminado el día. Chappelle ordena explícitamente que George Mason priorice su misión de evitar el asesinato de Palmer, aun cuando Jack no salga con vida de esto. Ante la muerte de André Drazen (uno de los involucrados en el intento de asesinato de Palmer), División da la situación por terminada y Chappelle se retira.

### 2ª Temporada: El camino a la guerra
A mediados del "Día 2", cuando una bomba nuclear estalla en el Desierto de Mojave, Ryan Chappelle llega a la UAT con un par de "claves" y agentes afiliados a hacerse cargo de la situación. En ese momento, Jack se encontraba fuera de la UAT siguiendo información que sindicaba a un empresario como culpable de la implantación de la bomba. Tony Almeida actuaba como Director de la UAT Los Ángeles, tratando de apoyar a Jack en su búsqueda solitaria, pese a instrucciones de División de desestimar cualquier ayuda que Jack pudiera proporcionar.
Pero la llegada de Chappelle cambia las cosas. Bajo su mando, todos los recursos de la UAT están centrados en preparar la respuesta armada contra los 3 países de Medio Oriente que supuestamente habían detonado la bomba. Una guerra se daba ya como un hecho y no había tiempo de buscar pruebas, ya que después de la respuesta militar solo habría una verdad oficial, la de un atentado en suelo estadounidense por parte de terroristas árabes financiados por tres gobiernos.
Chappelle se convierte en una pesadilla para Jack, y Carrie Turner, una empleada de Distrito, se convierte en la pesadilla de Tony y Michelle Dessler al revelarle a Chappelle los repetidos intentos de éstos por ayudar a Jack. Incluso en un punto ella trata de chantajear a Tony, a cambio de una promoción que la deje por encima de Michelle. Sin embargo, Tony acusa a Carrie con Chappelle, quien decide que ante la falta de personal de la UAT, dejará pasar las faltas de Tony hasta pasada la emergencia.
La situación se torna más crítica cuando Jack encuentra al hombre que codificó las pistas falsas y pide apoyo de la UAT. Tony y Michelle retiran a Chappelle del juego drogándolo y escondiéndolo para ofrecer a Jack un helicóptero; sin embargo, un asesor de Chappelle, Brad Hammond, se da cuenta de que no puede contactar a Chappelle e invade la UAT para arrestar a Tony y Michelle y reinstaurar a Chappelle quien en el último momento retira el apoyo. Consecuentemente, el testigo de Jack muere.
Un abogado del Presidente David Palmer logra recuperar pruebas que conectan al empresario Peter Kingsley con los eventos ocurridos durante el día, ante lo cual la Casa Blanca da órdenes a Chappelle de restablecer en contacto con Jack por cualquier medio posible, ya que el bombardeo a los países de Medio Oriente está a menos de una hora. Chappelle no tiene más opción que ofrecer a Tony y Michelle un perdón total a cambio del contacto con Jack. Jack zarandea a Chappelle con garabatos antes de revelar que planea reunirse con Kingsley colocando a Sherry Palmer como carnada para forzar a Kingsley a confesar en vivo. Esta operación resulta finalmente en la confesión y muerte de Kingsley. EE. UU., retira sus aviones del espacio aéreo mediterráneo justo a tiempo, y la autoridad del Presidente Palmer, quien había sido despojado de su cargo y encarcelado por demorar la respuesta militar, es restituida.
Chappelle se retira de la UAT recibiendo felicitaciones de "el Director Vaughn" (probablemente un director de muy alto rango en la UAT). Tras una rápida conversación admite que Tony ha hecho un buen trabajo y procede a dejar la oficina de la UAT, tácitamente instaurando a Tony como Director de la UAT Los Ángeles.

### 24: El Juego
Ryan Chappelle es un personaje no jugable en "24: El Juego".
Chappelle llega a la UAT a coordinar los esfuerzos de prevención de un posible atentado contra el vicepresidente Jim Prescott. Cuando trata de manipular algunos dispositivos que esconden información de un terrorista que ha sido capturado por la UAT, Chappelle activa en un descuido una bomba de pulso electromagnético, que incapacita totalmente a la UAT. Los terroristas liderados por Marsden aprovechan la ocasión para infiltrar la UAT y tomar el control.

### 3ª Temporada: Pasión y muerte de Ryan Chappelle
Tras un ataque que deja incapacitado a Tony Almeida, Ryan Chappelle vuelve para tomar el control de la UAT en la operación de neutralización del prófugo Ramón Salazar, quien está siendo ayudado por Jack para dejar los EE. UU. a cambio de evitar la liberación de un virus mortal bajo suelo estadounidense. Los eventos se dan vuelta completamente cuando Tony se recupera y revela que Jack lleva a Ramón a México para facilitar la compra del virus y la posterior neutralización de éste y del cártel de la droga que los hermanos Ramón y Héctor Salazar conducen.
Como parte de la operación, Chappelle permite a Tony Almeida tomar el mandato, mientras lidia con la coordinadora de comunicaciones Chloe O'Brian, quien había ingresado un bebé en forma no autorizada a la UAT. Cuando Nina Myers es capturada durante la compra del virus y ella logra activar un gusano en los servidores de la UAT, Chappelle se ve nuevamente forzado a ceder y permite a Chloe lidiar con la amenaza informática. Aunque Nina se mostraba muy confiada y tenía a la UAT a punto de liberarla en suelo extranjero, Chloe logra detener la acción del código malicioso y obtiene un tiempo de respiro por parte de Chappelle. Finalmente, cuando Nina es aprisionada e interrogada en la UAT, Chappelle se siente muy confiado de tener al fin una pista hacia el virus; sorprendentemente Nina logra escapar y Chappelle alcanza a ordenar el cierre de la instalación a tiempo para que Kimberly, la hija de Jack, enfrente a Nina en un cuarto solitario.
Sin embargo la operación de obtención fracasa y el virus aparece en Los Ángeles a las 03:00 a manos del terrorista Stephen Saunders, quien planea liberarlo al público si el Gobierno de los Estados Unidos no detiene su influencia sobre otros gobiernos extranjeros.
Chappelle trata de seguir el rastro del dinero de Saunders, por medio de contactos con varios bancos, pero este se da cuenta y exige al Presidente David Palmer que la vida de Chappelle sea entregada a las 07:00 si no quiere ver una nueva liberación del virus, que por entonces estaba contenido en un hotel en Los Ángeles. Chappelle queda como prisionero en la UAT y pierde la calma cuando no se le permite ni siquiera salir del edificio para fumar. También revela que nunca ha conocido a Stephen Saunders o escuchado de él, lo que confirma que la amenaza contra él es por el rastro de dinero. Mientras el compañero de Jack, Chase Edmunds dirige una redada que fracasa, Chloe O'Brian logra continuar la traza en los bancos, llevándola en dos direcciones.
La hora asignada llega y Saunders no ha sido detenido. Jack lleva a Chappelle a un depósito de trenes donde los hombres de Saunders esperan. Chappelle pide a Jack el poder suicidarse, y Jack cede su arma, pero Chappelle no logra armarse del valor suficiente para hacerlo. Empapado en lágrimas admite que su muerte es la única solución. Jack le pide disculpas por dejar que la UAT le fallara, y le da un tiro en la cabeza menos de diez segundos antes de la hora. Es uno de los pocos personajes de la serie cuya muerte coincide con el final de un episodio, justo antes del reloj característico de la serie.
El cuerpo de Chappelle es llevado por los hombres de Saunders. Sin embargo, su amenaza no resultó efectiva: la pista de dinero que dejó dirigió a Chloe al nombre de Jane Saunders, hija de Stephen, quien entonces se convirtió en la única arma de la UAT contra el terrorista, al punto que fue necesario colocar a Kimberly Bauer, hija de Jack, en la línea para hacer contacto con ella.
David Palmer admite ante el Gabinete que tuvo que sacrificar a Chappelle: los miembros del Gabinete se muestran muy sorprendidos por la acción tomada, y uno de ellos reconoce que Chappelle era "uno de nuestros mejores". Al final el sacrificio de Chappelle le permite a Palmer armarse del valor suficiente para negarse a las siguientes demandas del terrorista.
Tony solo informó, media hora después, que Ryan Chappelle "resultó muerto en la línea del deber"; también dijo a su personal que se otorgaría la oportunidad de mostrar los respetos adecuados, "pero ahora no es el momento". Brad Hammond sucedió a Chappelle temporalmente en la UAT, siendo unas de sus acciones ordenar la detención de Tony Almeida (por ayudar Saunders a escapar a cambio de la libertad de su entonces esposa Michelle).

### 4ª temporada
Chappelle obtiene solo una mención en la cuarta temporada, cuando Jack Bauer recibe comentario de Chloe O'Brian que "fue muy difícil encontrarle un reemplazo" (refiriéndose al nombramiento de Erin Driscoll como directora de la UAT y probablemente a la posterior aparición del Agente Especial a Cargo, Bill Buchanan).

## Otros detalles
Chappelle apareció exactamente en 24 episodios de la serie 24; en 23 de ellos tuvo los créditos indicados por su aparición (como "Paul Schultze"), mientras que en el episodio 19 de la tercera temporada, su cuerpo inerte apareció en cámara por unos diez segundos. En este episodio también fue acreditada su aparición.
En conjunto con Mike Novick (asistente del Presidente) es uno de los personajes con más apariciones secundarias, aunque entre ellos la diferencia es abismante: 24 episodios para Chappelle mientras que más de 50 para Novick.
Los directores de la serie revelaron que en primera instancia Chappelle no iba a ser removido; en su lugar, Jack tendría que asesinar a su compañero Chase Edmunds. Sin embargo, al parecer el actor que interpretaba a Edmunds, James Badge Dale reveló sin querer esta información, por lo cual los productores tuvieron que cambiar la trama y alterar las demandas de Saunders sobre la marcha, para que ahora pidiera la vida de Chappelle.
De acuerdo a la wiki especializada en 24, 24 Wikia, Chappelle es la 52.ª víctima de asesinato por parte de Jack Bauer.
Al final de la segunda temporada, Chappelle se comunica por teléfono con un tal "Vaughn" y se dirige a él como su superior. Es la única vez en la historia de "24" que se ha asociado un nombre a los más altos cargos de la UAT: Vaughn es probablemente el director Nacional.
- Datos: Q1252032